# سل وستو
سِـل وستو (فنلاندی: Kjell Westö؛ زادهٔ ۶ اوت ۱۹۶۱) مؤلف، نویسنده و روزنامه‌نگار اهل فنلاند است. او بیشتر به زبان سوئدی می‌نویسد و از مردم سوئدی‌زبان فنلاند محسوب می‌شود. نام کوچک او در زبان سوئدی «شِل» تلفظ می‌شود.
رمان نخست او «بادبادک‌هایی بر فراز هلسینکی» تأثیری ژرف بر مخاطبان فنلاندی‌زبان و سوئدی‌زبان در کشور فنلاند گذاشت.